# Karl Rolvaag
Karl Fritjof Rolvaag, född 18 juli 1913 i Northfield, Minnesota, död 20 december 1990 i Northfield, Minnesota, var en amerikansk demokratisk politiker och diplomat. Han var Minnesotas viceguvernör 1955–1963 och guvernör 1963–1967.
Fadern Ole Edvart Rølvaag föddes i Dønna i Norge och var i USA verksam som norskspråkig författare samt professor i norska vid St. Olaf College.
Karl Rolvaag studerade vid St. Olaf College, University of Minnesota och Universitetet i Oslo. Han deltog i andra världskriget i USA:s armé, befordrades till kapten samt dekorerades med Silver Star och Purple Heart. År 1946 kandiderade han utan framgång till USA:s representanthus.
Rolvaag tillträdde 1955 som Minnesotas viceguvernör och efterträddes 1963 av Sandy Keith. Därefter efterträdde han Elmer L. Andersen som Minnesotas guvernör och efterträddes 1967 av Harold LeVander.
År 1967 sändes Rolvaag ut till Island som USA:s ambassadör, en tjänst som han innehade fram till 1969.
Mot slutet av sitt liv koncentrerade sig Rolvaag på kampen mot alkoholismen. Utöver den egna kampen hjälpte han andra med alkoholproblem och höll föredrag om alkoholismen, på hemmaplan i Minnesota och även i Sverige. Rolvaag och hustrun Florence skilde sig 1981 och året därpå gifte han om sig med Marian Rankin McKenzie.